# На улице перед дверью
«На улице перед дверью» (нем. Draußen vor der Tür) — пьеса немецкого драматурга Вольфганга Борхерта, написанная за несколько дней в конце осени 1946 года. В феврале 1947 года была озвучена как радиопьеса. Одно из главных произведений в творчестве писателя. 
Произведение написано в эстетике экспрессионизма. 